# فرانسوا بيكيه (أسقف)
فرانسوا بيكيه (بالفرنسية:François Piqué) هو رجل دين ودبلوماسي فرنسي، ولد في ليون في 12 أبريل 162 ، وتوفّي في همدان إيران في 26 أغسطس 1685.

## حياته
ولد فرانسوا في ليون في 12 نيسان سنة 1626، وتوفّي في حمدان (بلاد فارس) في 26 آب سنة 1685. كان والده صاحب مصرف، وكانت التجارة بالتالي قدَرَه، فسافر في فرنسا وإلى إيطاليا وإنكلترا. واستطاع أن يقيم علاقات جيّدة مع الكثير من الشخصيّات، الأمر الذي أوصله سنة 1652 إلى أن يسمّى قنصلاً على حلب. ورغم صغر سنّه (26 سنة) استطاع أن يملئ مركزه ويحصل على شهرة واسعة، فاختارته جمهوريّة هولندا قنصلاً لها في حلب أيضًا. أظهر فرنسوا غيرة رسوليّة وهو في بلاد الرسالة، فأُلبس الثوب الرهبانيّ على يد مطران السريان أندراوس سنة 1660. وكان له هذا الثوب سبب ترقية في المستقبل. ثمّ ما لبث أن اعتزل القنصليّة بعد سنتين ذاهبًا إلى روما ليعطي للبابا ألكسندروس الثامن تقريرًا عن وضع الديانة في سوريّة.

## عدوته الى فرنسا
بعد عودته إلى فرنسا، نال الرسامة المقدّسة… ورُشّح سنة 1675 ليكون أسقفًا على فخريًّا في مكدونية.

## سفره الى حلب
سافر إلى حلب سنة 1679 صحبة فارس أرفيو القنصل الجديد لحلب، واجتهد بتقوية الإيمان الكاثوليكيّ.

## فرانسوا سفيرا لفرنسا
وفي أيار سنة 1681 انطلق كسفير مارًّا بفرنسا وروما وبلاد فارس، ليثبّت في هذه الأرجاء الديانة الكاثوليكيّة. وصل إلى مدينة أصفهان في 12 تمّوز سنة 1682… واستقبله الشّاه، فألقى خطابًا باللغة الإيطاليّة، ووعده الشّاه بحماية الكاثوليك في بلاده.

## وفاته
في سنة 1683 استقبله أسقف بابل عدّة مرّات لدى مروره بمدينة حمدان، حيث كان قد توقّف مرارًا بسبب سوء صحّته، على كلّ حال مات فيها، بعد أن كتب إلى مجمع انتشار الإيمان يطلب مساعدًا. دُفن فرنسوا في كنيسة الأرمن في همدان.